# Келлі Рорбах
Келлі Рорбах (англ. Kelly Rohrbach, 21 січня 1990, Нью-Йорк, США) — американська модель, акторка й гольфістка.

## Біографія
Народилася 21 січня 1990 року в Нью-Йорку, в сім'ї банкіра. Має двох сестер і двох братів. Виросла в місті Гринвіч, Коннектикут.
Навчалася в приватній школі для дівчаток Greenwich Academy, де додатково відвідувала заняття з гольфу. Отримала спортивну стипендію на навчання в Джорджтаунському університеті і можливість грати в жіночій збірній з гольфу. Закінчивши в 2012 році університет за спеціальністю «театральне мистецтво», вступила до Лондонської академії музичного і драматичного мистецтва.

## Кар'єра

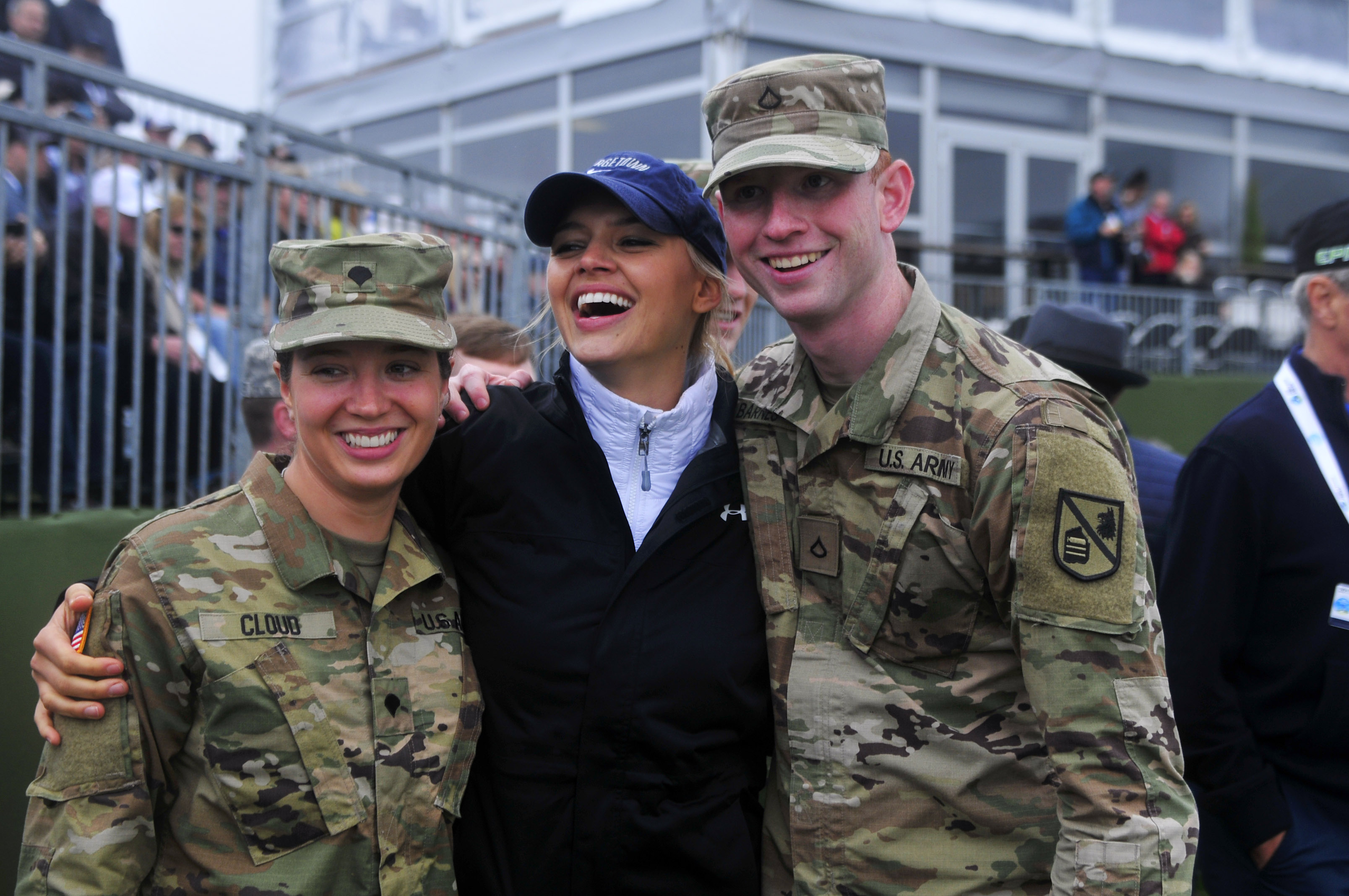
Рорбах із військовими на благодійному заході 3-M Celebrity Challenge на Pebble Beach Golf Links, 2017

Акторську кар'єру почала епізодичними ролями в серіалах «Два з половиною чоловіки», «Нова норма», «Різзолі та Айлз».
У 2015, через два роки після початку роботи в Голлівуді, Рорбах дебютувала в моделінгу. Її першою професійною зйомкою стала фотосесія для спортивного журналу Sports Illustrated Swimsuit Issue. Тоді ж Рорбах отримала престижне звання від редакції журналу «Новачок року».
Рорбах працювала з такими фотографами, як Гай Арош, Себастьян Кім, Джеймс Макарі, Девід Лашапель, Дін Ісідро і Памела Гансон, для міжнародних видань Harper's Bazaar, Glamour, Grazia і SELF.
Вона з'являлася на обкладинках Vogue, V magazine, GQ, Cosmopolitan, Galore, Jalouse, S Moda і Elle. Крім того, Рорбах знімалася в рекламних кампаніях Calzedonia, GAP, Dannijo і Old Navy.
У 2017 році зіграла головну роль у комедійному фільмі режисера Сета Гордона «Рятувальники Малібу», заснованому на однойменному серіалі 1989 року.
У 2019 році вийшов ромком Вуді Аллена «Дощовий день у Нью-Йорку» за участю Рорбах.

## Особисте життя
Близько 9 місяців зустрічалася з Леонардо Ді Капріо. У січні 2016 стало відомо про розрив.
У 2017 році почала зустрічатися з Стюартом Волтоном — онуком засновника Walmart. В червні 2019 року стало відомо, що пара таємно одружилася у Флориді. В грудні 2021 року було оголошено про вагітність Рорбах, у листопаді 2023 року стало відомо, що вона знову вагітна.
У вільний час займається гольфом, йогою й пішим туризмом.

## Фільмографія

### Фільми
| Рік  |    | Українська назва         | Оригінальна назва       | Роль           |
| ---- | -- | ------------------------ | ----------------------- | -------------- |
| 2014 | ф  | —                        | Love is Relative        | Емілі          |
| 2015 | ф  | —                        | Wilt                    | Беатріс        |
| 2015 | кф | —                        | My Last Film            | Ешлі           |
| 2016 | ф  | Світське життя           | Café Society            | жінка          |
| 2017 | ф  | Рятувальники Малібу      | Baywatch                | Сі Джей Паркер |
| 2018 | ф  | Вісім подруг Оушена      | Ocean's Eight           | камео          |
| 2019 | ф  | Дощовий день у Нью-Йорку | A Rainy Day in New York | Террі          |

### Телебачення
| Рік       |   | Українська назва         | Оригінальна назва   | Роль                          |
| --------- | - | ------------------------ | ------------------- | ----------------------------- |
| 2013      | с | Нова норма               | The New Normal      | Ембер                         |
| 2013      | с | Два з половиною чоловіки | Two and a Half Men  | Ембер                         |
| 2013—2014 | с | Різзолі та Айлз          | Rizzoli & Isles     | офіцер Шарлотт «Чарлі» Хансен |
| 2013—2015 | с | —                        | The PET Squad Files | Джейн Данкан                  |
| 2014      | с | Раш                      | Rush                | молода ХОТТЕЙ                 |
| 2015      | с | —                        | Deadbeat            | Бет                           |
| 2015—2017 | с | —                        | Love Advent         | в ролі самої себе             |
| 2016      | с | Брод Сіті                | Broad City          | Еліс Акерман                  |
| 2017      | с | Енджі Трайбека           | Angie Tribeca       | Лора Ешлі                     |
| 2019      | с | Єллоустоун               | Yellowstone         | Кессіді Рід                   |